# Apparently
«Apparently» (en español: Aparentemente) es una canción del rapero norteamericano J. Cole, lanzado el 9 de diciembre de 2014 como primer sencillo promocional de su tercer álbum de estudio, 2014 Forest Hills Drive. El sencillo contiene muestras de la canción "La Morte Dell'ermina" de Filippo Trecca, y fue producido por J. Cole. El sencillo alcanzó el puesto número 58 del US Billboard Hot 100 y el puesto número 17 del Hot R&B/Hip-Hop Songs. La canción estuvo nominada a la categoría Mejor Interpretación Rap en la 58° ceremonia de entrega de los Grammy Adwards.

## Composición
El tema fue compuesto por J. Cole y contiene la pista de la canción ''La Morte Dell'ermina'' de Filippo Trecca. En ''Apparently'', Cole reflexiona sobre los errores y excesos que cometió en su vida pasada los cuales dañaron su entorno personal, se disculpa con su madre —a quien dejó sola con la hipoteca de la casa mientras Cole se encontraba fiesteando en la universidad— y menciona: ''Aparentemente, tú crees en mí y te estoy agradecido por eso...''.

## Vídeo musical
El 10 de diciembre de 2014, el vídeo de "Apparently" fue subido a la cuenta oficial de J. Cole en YouTube. El vídeo presenta varias tomas de Cole, quien está rapeando detrás de varias proyecciones de sus vídeos personales.

## Posicionamiento en listas
| Lista semanal (2015)                   | Puesto |
| -------------------------------------- | ------ |
| Estados Unidos (Billboard Hot 100)     | 58     |
| Estados Unidos (Hot R&B/Hip-Hop Songs) | 17     |